# Nadere Reformatie
Nadere Reformatie è un termine olandese che si riferisce a un periodo della storia religiosa dei Paesi Bassi, susseguente alla Riforma protestante, che va all'incirca dal 1600 al 1750. Si potrebbe tradurre questo termine in italiano con "Ulteriore riforma", o meglio ancora con "Seconda riforma olandese". È da intendersi come un periodo di rinnovamento e risveglio delle Chiese protestanti e della società in Olanda.
In termini generali, questo periodo e i suoi rappresentanti sono conosciuti per il loro desiderio di applicare al loro tempo i principi della Riforma (in particolare il Calvinismo), insistendo sulle loro conseguenze nell'ambito familiare e sociale e, indubbiamente in ogni settore della società olandese nel XVII e primo XVIII secolo. La Nadere Reformatie ha cura di equilibrare la dottrina classica del Calvinismo ortodosso e la pietà religiosa personale. In questo assomiglia al Puritanesimo inglese. Di fatto il Puritanesimo esercita molta influenza sulla Nadere reformatie: in questo periodo le opere di molti puritani sono tradotte in olandese.
Le due figure prominenti che caratterizzano questo periodo sono il teologo e professore Gisberto Voezio e un pastore, Wilhelmus à Brakel, come pure di Peter van Mastricht, Willem Teellinck, Theodorus à Brakel, Guiljelmus Saldenus, Herman Witsius e Jacobus Koelman.
L'opera principale del Brakel, il Redelijke Godsdienst (il "culto spirituale"), è una spiegazione, difesa ed applicazione della fede riformata.
Alla Nadere Reformatie è attribuito per la prima volta l'uso del motto latino Ecclesia semper reformanda (est) per caratterizzare la Chiesa riformata come una Chiesa sempre soggetta all'opera dello Spirito Santo che, attraverso la Parola di Dio, costantemente purifica la Chiesa da ogni contaminazione . 